# Herzog (jeu vidéo)
Pour les articles homonymes, voir Herzog.
Herzog est un jeu vidéo de tactique en temps réel développé et publié par Tecno Soft en 1988 sur MSX, NEC PC-8801 et Sharp X1.  Le jeu se déroule dans un univers de science-fiction dans lequel s’affrontent les pays de Mercies et de Ruth. En mode solo, le joueur contrôle l’armée de Mercies à travers neuf niveaux, chaque victoire lui permettant de se rapprocher de son objectif : atteindre et capturer le quartier général de l’armée de Ruth. Chaque niveau est construit de manière linéaire, la base du joueur se situant d’un côté et la base adverse de l’autre. Les deux camps disposent d’un revenu régulier leur permettant de fabriquer des troupes qui se dirigent alors vers la base adverse tout en combattant les troupes adverses. Lorsqu’une unité atteint la base ennemie, celle-ci subit des dégâts, le niveau se terminant lorsque la base d’un des deux camps a subi une certaine quantité de dégâts.
Sa suite, intitulée Herzog Zwei et publiée en 1989 sur Mega Drive, est généralement considéré comme un des précurseurs du genre,.